# Teatro Piccadilly
El Teatro Piccadilly se encuentra en ruinas en la calle Hamra, Beirut y era un lugar importante para conciertos, musicales y obras de teatro en el Líbano durante los años 1960 y 1970. A pesar de que tenía una pequeña cantidad de asientos (casi 700), el Piccadilly era considerado como un teatro VIP en el Líbano y el Oriente Medio. El teatro cerró a mediados de 1980, poco después del comienzo de la guerra civil libanesa, que duró desde 1975 hasta 1990. Estaba a cargo de la empresa Mamiche & Itani. Entre los artistas que realizaron importantes eventos allí: estuvieron la Libanesa Fairuz (donde interpretó 9 de sus obras musicales a partir de 1967 hasta 1978), y la francesa Dalida (actuó en 4 conciertos en el mismo desde 1971 hasta 1975). En la actualidad, el teatro está llevando a cabo obras de restauración y rehabilitación para su reapertura.